# 小行星6586
小行星6586（英語：6586 Seydler）是一颗围绕太阳公转的小行星。1984年10月28日，安東寧·姆爾科斯在克列特发现了此天体。
这颗小行星的绝对星等为244.9965913447149等。